# Quadro de medalhas dos Jogos Olímpicos de Inverno de 1924

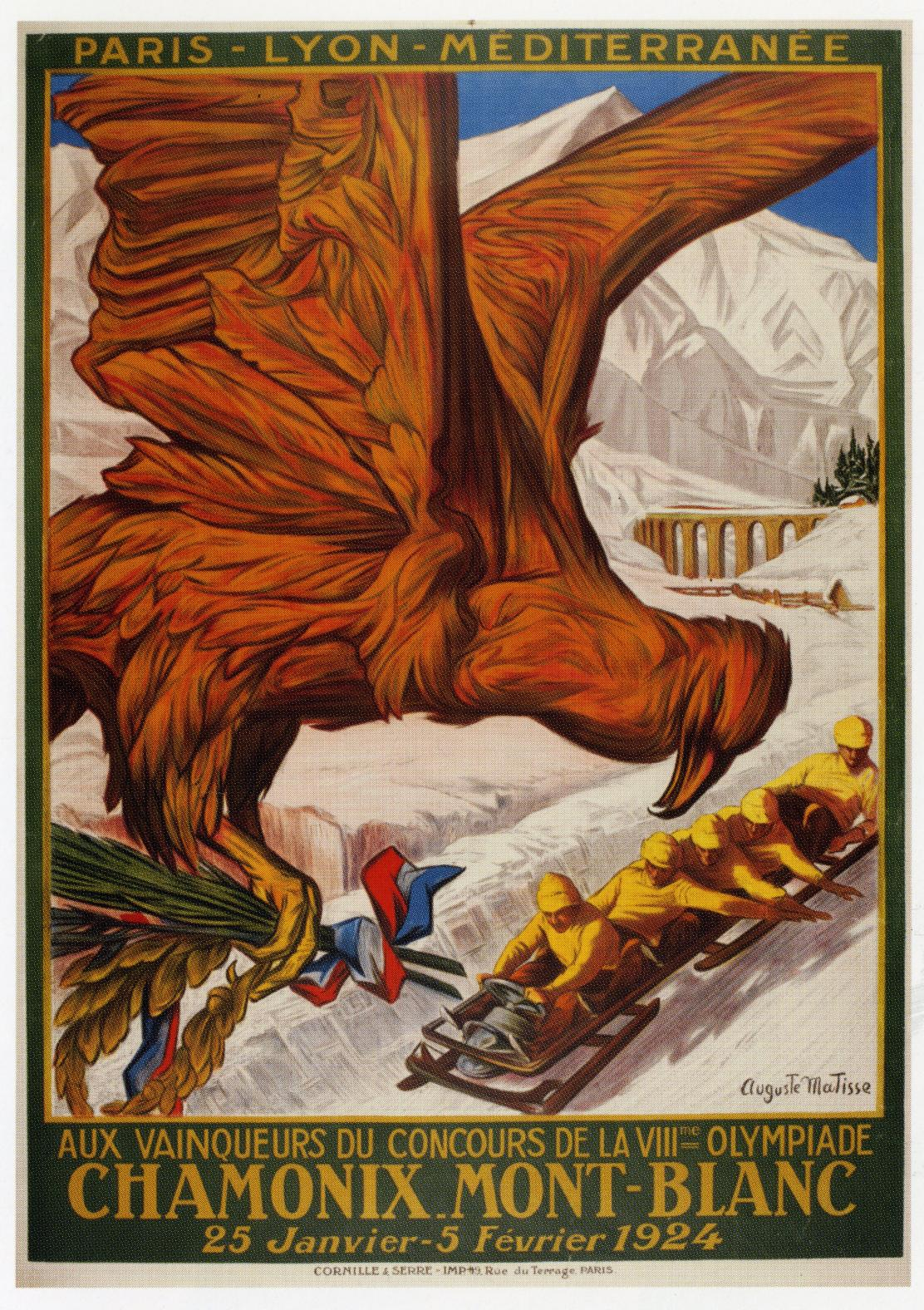
Cartaz de divulgação do evento

O quadro de medalhas dos Jogos Olímpicos de Inverno de 1924 é uma lista dos Comitês Olímpicos Nacionais classificados pelo número de medalhas conquistadas durante a primeira edição dos Jogos Olímpicos de Inverno, conhecidos na época como Semaine Internationale des Sports d'Hiver (Semana Internacional dos Esportes de Inverno). O evento foi realizado em Chamonix, na França, de 25 de janeiro a 5 de fevereiro de 1924. Quando realizados, os jogos não foram formalmente reconhecidos como sendo parte das Olimpíadas – que, até então, só contemplavam os eventos de verão –, mas foram organizados pelo Comitê Olímpico Francês e, mais tarde, apontado oficialmente pelo Comitê Olímpico Internacional (COI) como a primeira edição dedicada aos eventos de inverno.
A Noruega liderou a tabela com dezessete medalhas no total, incluindo quatro de ouro, três das quais foram conquistadas por Thorleif Haug nos eventos de combinado nórdico e esqui cross-country. Os noruegueses também conseguiram o feito de completar dois pódios, vencendo as três medalhas do combinado nórdico e da prova de 50 km masculino do esqui. Este recorde perdurou até a edição de 2014 dos Jogos Olímpicos de Inverno. A Finlândia ficou em segundo lugar com quatro ouros de um total de onze medalhas. Clas Thunberg foi o destaque dos finlandeses com cinco medalhas, tendo conquistado uma em todas as disputas da patinação de velocidade: três de ouro, uma de prata e uma de bronze.
Oito das nações participantes conquistaram pelo menos um ouro, e a Bélgica e a anfitriã França medalharam sem ouro. A página oficial do COI afirma que 258 atletas de 16 nações participaram de 16 eventos em nove esportes. Por outro lado, o Sports Reference consta em sua base de dados 313 participantes de 19 países. O proeminente historiador Bill Mallon cita, em seu Historical Dictionary of the Olympic Movement, aponta o número de 291 competidores. Porém, o relatório oficial dos Jogos Olímpicos de Verão e Inverno de 1924 listou 293 atletas de 17 nações. No mesmo relatório, a classificação das nações foi feita não por número de medalhas, mas por pontos, distribuídos do primeiro ao sexto lugar em cada prova. Nessa disposição, a Tchecoslováquia aparecia à frente da Bélgica e a Itália ocupava a última posição, mesmo sem conquistarem nenhuma medalha.
Uma medalha foi realocada em 1974; durante os jogos, Thorleif Haug foi condecorado com o bronze no salto de esqui, mas um historiador norueguês descobriu que havia um erro de pontuação. Anders Haugen, dos Estados Unidos, foi quem havia ficado com a terceira posição. Como Haug morreu em 1934, sua neta presenteou Haugen, com 83 anos de idade, com a medalha original.

## Quadro de medalhas

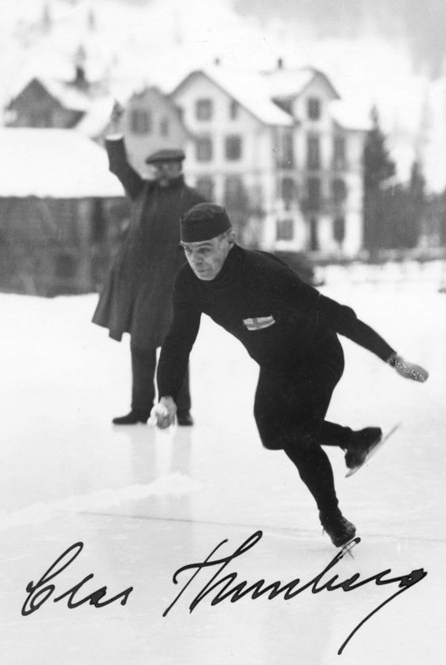
Clas Thunberg foi o maior medalhista do evento, com cinco medalhas na patinação de velocidade.

O ordenamento é feito pelo número de medalhas de ouro, estando as medalhas de prata e bronze como critérios de desempate em caso de países com o mesmo número de ouros. Se, após esse critério, os países continuarem empatados, posicionamento igual é dado e eles são listados alfabeticamente. Duas medalhas de bronze foram concedidas na prova de 500 metros masculino da patinação de velocidade devido ao empate no terceiro lugar.
     País sede destacado
| Ordem | País               | Medalha de ouro | Medalha de prata | Medalha de bronze |    |
| ----- | ------------------ | --------------- | ---------------- | ----------------- | -- |
| 1     | NOR Noruega        | 4               | 7                | 6                 | 17 |
| 2     | FIN Finlândia      | 4               | 4                | 3                 | 11 |
| 3     | AUT Áustria        | 2               | 1                |                   | 3  |
| 4     | SUI Suíça          | 2               |                  | 1                 | 3  |
| 5     | USA Estados Unidos | 1               | 2                | 1                 | 4  |
| 6     | GBR Grã-Bretanha   | 1               | 1                | 2                 | 4  |
| 7     | SWE Suécia         | 1               | 1                |                   | 2  |
| 8     | CAN Canadá         | 1               |                  |                   | 1  |
| 9     | FRA França         |                 |                  | 3                 | 3  |
| 10    | BEL Bélgica        |                 |                  | 1                 | 1  |
| TOTAL | TOTAL              | 16              | 16               | 17                | 49 |